# Mox Peaks
Die Mox Peaks (8.630 ft (2.630 m)) sind ein Berg im North Cascades National Park im US-Bundesstaat Washington. Sie liegen im nördlichen Teil des Nationalparks und bestehen aus mehreren Gipfeln in enger Nachbarschaft, so dass sie fast dieselbe Höhe haben; den höchsten Punkt bildet der Ost-Gipfel. Der West-Gipfel der Mox Peaks ragt gerade südöstlich des Redoubt Glacier auf; er befindet sich am Südende eines Gebirgsgrates, welcher sich über 1,75 mi (2,82 km) bis zum Mount Spickard im Nordosten erstreckt. Eine tiefe Scharte trennt den höchsten Punkt der Mox Peaks von ihrem West-Gipfel.